# Frithjof Svensson
För konstnären, se Fritiof Swensson.
Frithjof Svensson, född 2 juni 1896, död 5 mars 1961, var en svensk brottare. Han blev olympisk bronsmedaljör i grekisk-romersk stil 60 kg i Antwerpen 1920.